# Bodrog fest
Bodrog fest je festivalska manifestacija koja se od 2005. godine organizuje u naselju Bački Monoštor u gradu Somboru. Festival je gastronomsko-turističkog tipa i održava se drugog vikenda avgusta u trajanju od dva dana.

## O manifestaciji
Festival je nastao 2005. godine sa idejom da se promoviše tradicija, kultura i prirodna bogatsva ovog područija. Tokom dva dana festivala meštani i posetioci imaju priliku da vide raznovrstan kulturno umetnički program koji obuhvata koncerte, likovne izložbe, izložbe domaće radinosti kao i različite vrste takmičenja. Festival tokom vikenda poseti preko deset hiljada ljudi iz zemlje i inostranstva.
Tokom prvog dana festivala glavni program zauzima tradicionalno takmičenje u pravljenju ribljeg paprikaša, tokom koga počinje i muzički deo programa. 
Drugi dan festivala počinje raznovrsnim programima za decu u parku ispred Centra građanskih aktivnosti nakon čega se otvaraju izložbe fotografija Specijalnog rezervata prirode „Gornje Podunavlje“ i ovoga sela, izložba oldtajmera kao i skulptura od sena. Na bini u centru sela, održava se svečano otvaranje manifestacije, nastupom mažoretkinja, paradom jahača i fijakera, nastupom kulturno-umetničkih društava, recitalima, nastupima horova. Posle čega u večernjim časovima kreće kulturno-umetnički program koncertima kulturno-umetničkih društava, tokom koga se predstavlja multietničnost i multinacionalnost – Romi, Bunjevci, Šokci, Srbi, Mađari…, recitalima lokalnih pesnika, da bi u kasnijim večernjim časovima počeo muzički program za mlade, nastupima različitih muzičkih grupa.

## Ekologija
Pored očuvanja tradicionalnih jela i kulturno-umetničkog stvaralaštva ovog podneblja, Bodrog fest se zalaže za očuvanje životne sredine i podizanje ekološke osvešćenosti svojih posetilaca. Ovu manifestaciju svake godine posećuju zvaničnici iz domaćih i međunarodnih organizacija za zaštitu prirode IUCN, WWF-Fond za prirodu, Pokrajinski zavod za zaštitu prirode i drugi.

## Gostovanja
- Zvonko Bogdan
- Garavi sokak
- Slavonske lole
- Zorule
- Tamburaši Janike Balaža
- Ravnica
- Apsolutno romantično